# Калмыков переулок
Калмыко́в переу́лок — небольшая улица в центре Москвы в Мещанском районе Центрального административного округа между Мещанской улицей и улицей Щепкина.

## История
Ранее Калмыков переулок проходил от 4-й (ныне Мещанская улица) до 1-й Мещанской улицы (ныне проспект Мира). Название предположительно происходит от фамилии домовладельца. В 1925[уточнить]—1962 годах переулок назывался Адриановский, в 1962—1990 годах название было несколько изменено на Андриановский. Это название (в котором первоначальное имя Адриан было переосмыслено через более привычное Андриан) было дано по церкви Святых Адриана и Наталии (построена в 1672 году, разрушена в 1936 году), находившейся в Мещанской слободе на выходе переулка на современный проспект Мира.
Домовладений по переулку не числится. Помимо сохранившего название фрагмента между улицей Щепкина и Мещанской, от старой трассы переулка остался тупиковый участок от улицы Гиляровского в сторону проспекта Мира, на который выходят фасады двух дореволюционных домов (дом 6, строение 1, по улице Гиляровского и дом 9, строение 1, по проспекту Мира).